# (4385) Elsässer
(4385) Elsässer es un asteroide perteneciente al cinturón de asteroides, descubierto el 24 de septiembre de 1960 por Cornelis Johannes van Houten en conjunto a su esposa también astrónoma Ingrid van Houten-Groeneveld y el astrónomo Tom Gehrels desde el Observatorio del Monte Palomar, Estados Unidos.

## Designación y nombre
Designado provisionalmente como 2534 P-L. Fue nombrado Elsässer en honor al astrónomo alemán Hans F. Elsässer.

## Características orbitales
Elsässer está situado a una distancia media del Sol de 3,166 ua, pudiendo alejarse hasta 3,747 ua y acercarse hasta 2,585 ua. Su excentricidad es 0,183 y la inclinación orbital 0,576 grados. Emplea 2058 días en completar una órbita alrededor del Sol.

## Características físicas
La magnitud absoluta de Elsässer es 12,9. Tiene 10,813 km de diámetro y su albedo se estima en 0,166.